# Guilsborough
Guilsborough är en ort och civil parish i Storbritannien.   Den ligger i grevskapet Northamptonshire i riksdelen England, i den södra delen av landet, 110 km nordväst om huvudstaden London. Guilsborough ligger 171 meter över havet och antalet invånare är 662.
Terrängen runt Guilsborough är huvudsakligen platt. Guilsborough ligger uppe på en höjd. Runt Guilsborough är det ganska tätbefolkat, med 116 invånare per kvadratkilometer. Närmaste större samhälle är Northampton, 14,2 km sydost om Guilsborough. Trakten runt Guilsborough består till största delen av jordbruksmark.